# グシ＝フルスタリヌイ
座標: 北緯55度37分 東経40度40分 / 北緯55.617度 東経40.667度
グシ＝フルスタリヌイ（ロシア語: Гусь-Хруста́льный, 英語: Gus-Khrustalny）はロシア・ヴラジーミル州の都市。人口は5万1552人（2021年）。州都ウラジーミルの南63km、モスクワの東へ約200kmに位置する。メシュチョラ低地のただなかにあり、オカ川の左支流・グシ川に面している。

## 概要

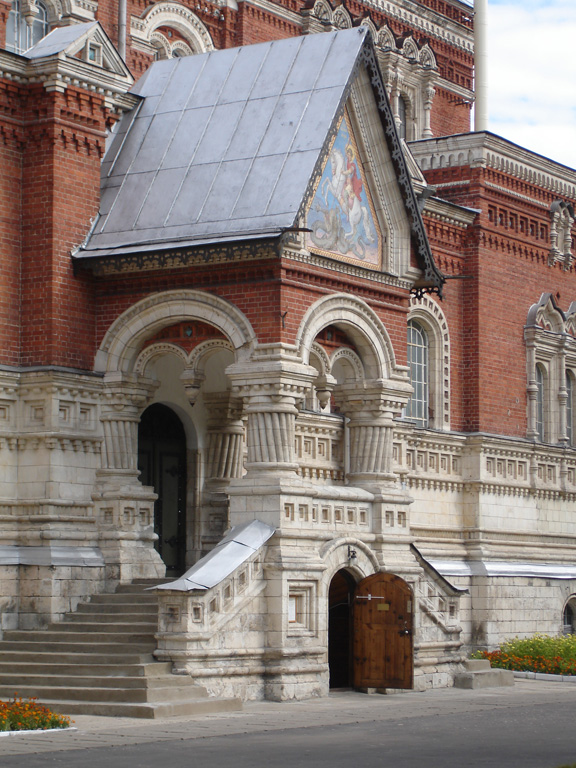
ゲオルギエフスキー聖堂

グシ＝フルスタリヌイという名は「水晶のガチョウ」を意味する。水晶とはロシア最古級のクリスタル・ガラス産業の中心地であったことによる。「グシ」はグシ川（ガチョウの川）という川の名前とも共通するが、鳥のガチョウではなく、大きな瓶を意味する古いスラブ語から来たとも考えられる。18世紀半ばの1756年、この地方最初のクリスタルガラス工場とともにグシ＝フルスタリヌイの集落が建設された。この工場のクリスタルガラス製品は何世紀もの間ロシア中で使用されている。19世紀には繊維産業も始まった。1931年に市へ昇格している。
グシ＝フルスタリヌイの見どころとしては、1892年から1902年にかけて建設された大きなゲオルギエフスキー聖堂があり、中にはヴィクトル・ヴァスネツォフによる宗教画がある。聖堂には現在、クリスタルガラス博物館が入居している。
近郊にはロシア最大の民間による地上局が設置されている。近隣の都市には、同じくガラス工業の町であるクルロヴォなどがある。